# ENAC Alumni
ENAC Alumni (também conhecido como INGENAC) é uma associação de ex-alunos sem fins lucrativos fundada em 1987 e registrada em Toulouse. Foi fundada por Robert Aladenyse.
A principal missão da associação é desenvolver a imagem de marca da École nationale de l'aviation civile (também conhecida como Universidade Francesa da Aviação Civil), a primeira escola europeia de pós-graduação nas áreas da aeronáutica e da aviação. Em 2020, representa quase 26.000 pessoas, tornando a associação a maior da França para estudos aeronáuticos.

## História
Quando a École nationale de l'aviation civile foi criada em 1949, os funcionários da Direction générale de l'Aviation civile foram treinados pela primeira vez. No início da década de 1970, a universidade começou a treinar funcionários não-públicos para a indústria aeroespacial. O número de estudantes civis cresceu na década de 1980 e, então, uma associação de ex-alunos tornou-se um acéfalo. Robert Aladenyse (1931-2003, graduado em 1964) decidiu em 1987 criar uma organização sem fins lucrativos para o ex-aluno do Diplôme d'ingénieur chamada INGENAC. Nos anos 2000, o desenvolvimento na França dos cursos de Masters e Mastère Spécialisé encorajou a associação a acolher e representar esses novos alunos.
Em 1º de janeiro de 2010, o ENAC se fundiu com a SEFA para se tornar a maior universidade aeronáutica da Europa. É por isso que o INGENAC decidiu mudar seu nome para se tornar ENAC Alumni e reunir graduados de todos os graus da École nationale de l'aviation civile. Torna-se efetivo em março de 2012.
O ENAC Alumni é membro da Conférence des grandes écoles.

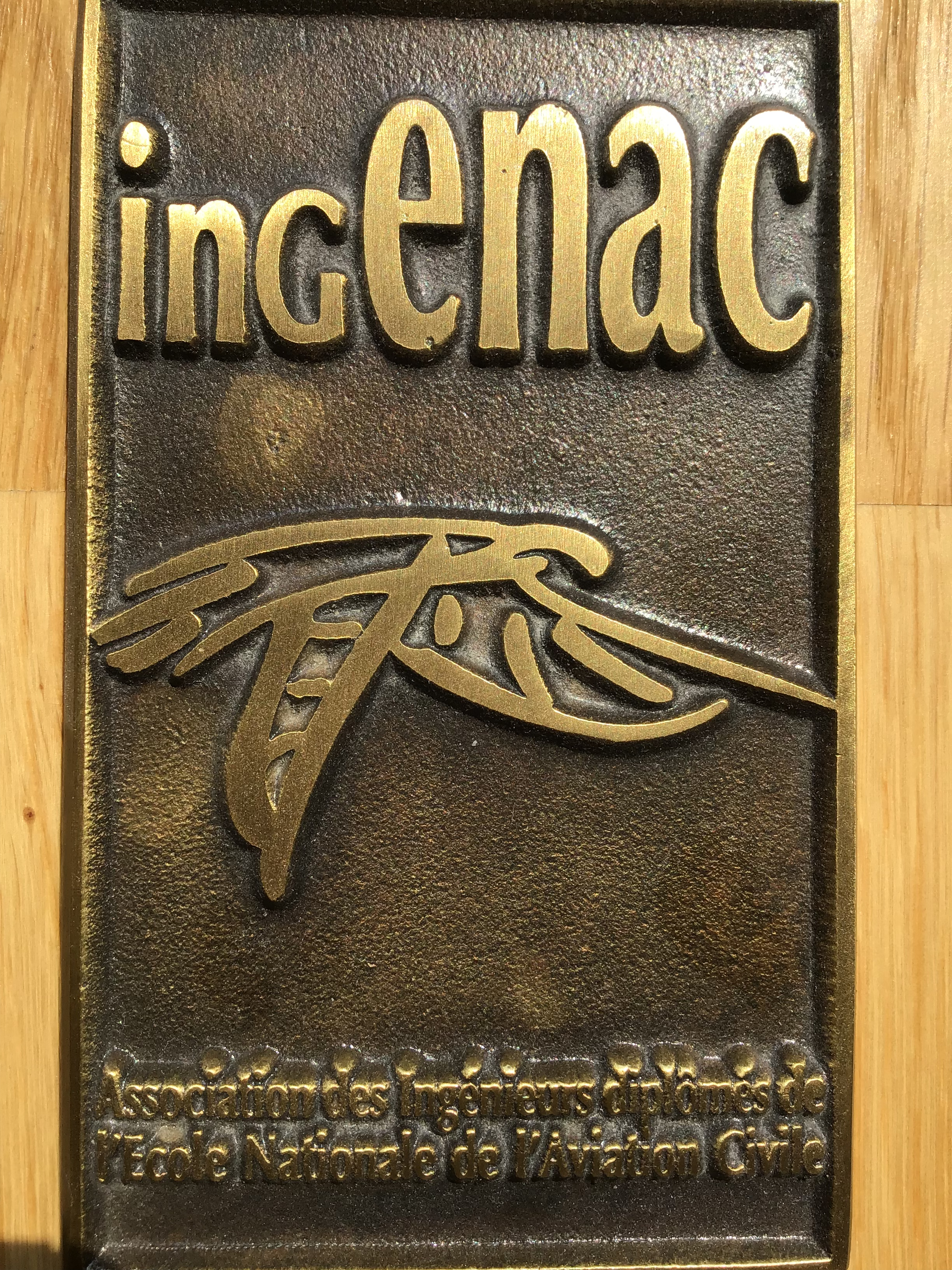
Prix INGENAC